# Гор (Нідерланди)
Гор (нід. Goor, нід. вимова: [ɣoːr]) — місто в нідерландській провінції Оверейсел. Входить до муніципалітету Гоф-ван-Твенте.
Його площа становить 19,49 км², а населення станом на 2021 рік складало 12 155 осіб.
До 2001 року мало статус окремого муніципалітету.

## Галерея

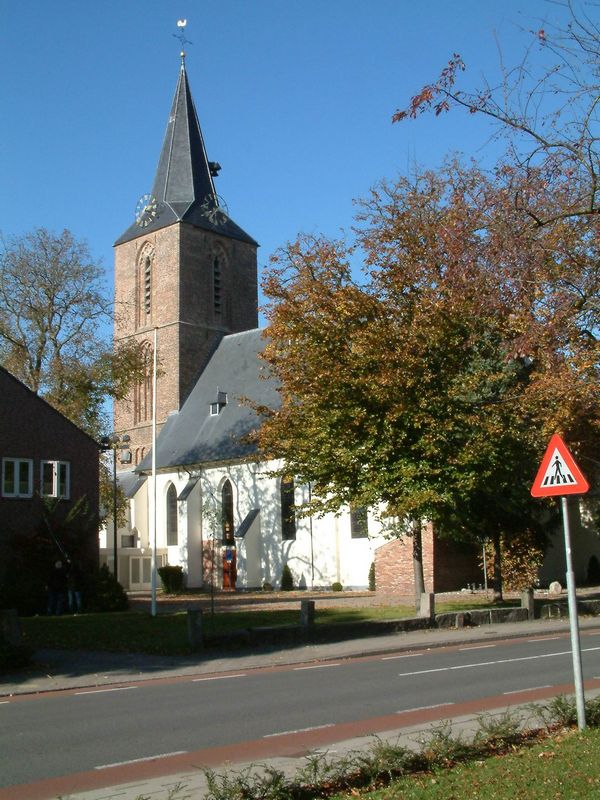
Міська церква
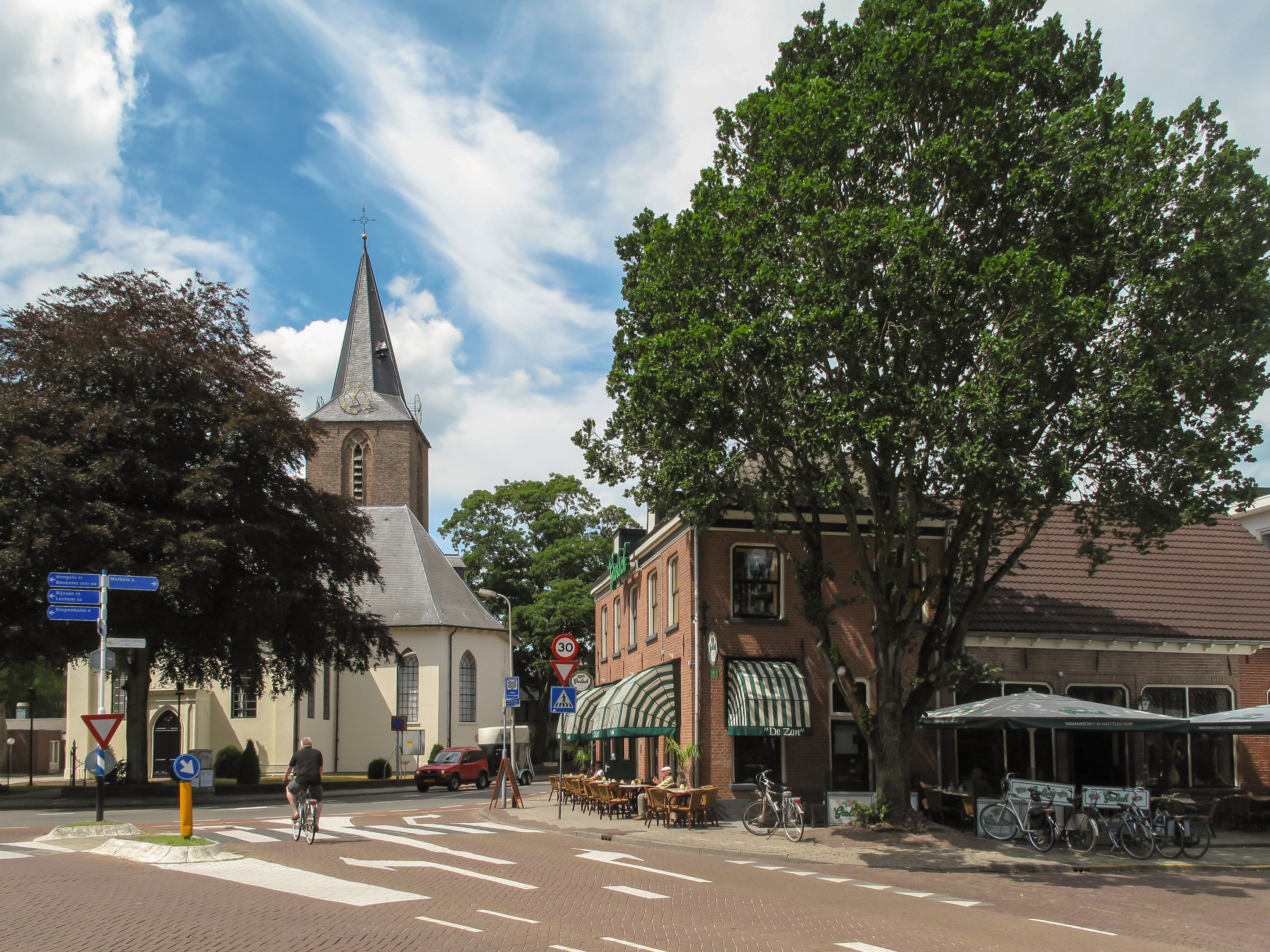
Вулична панорама
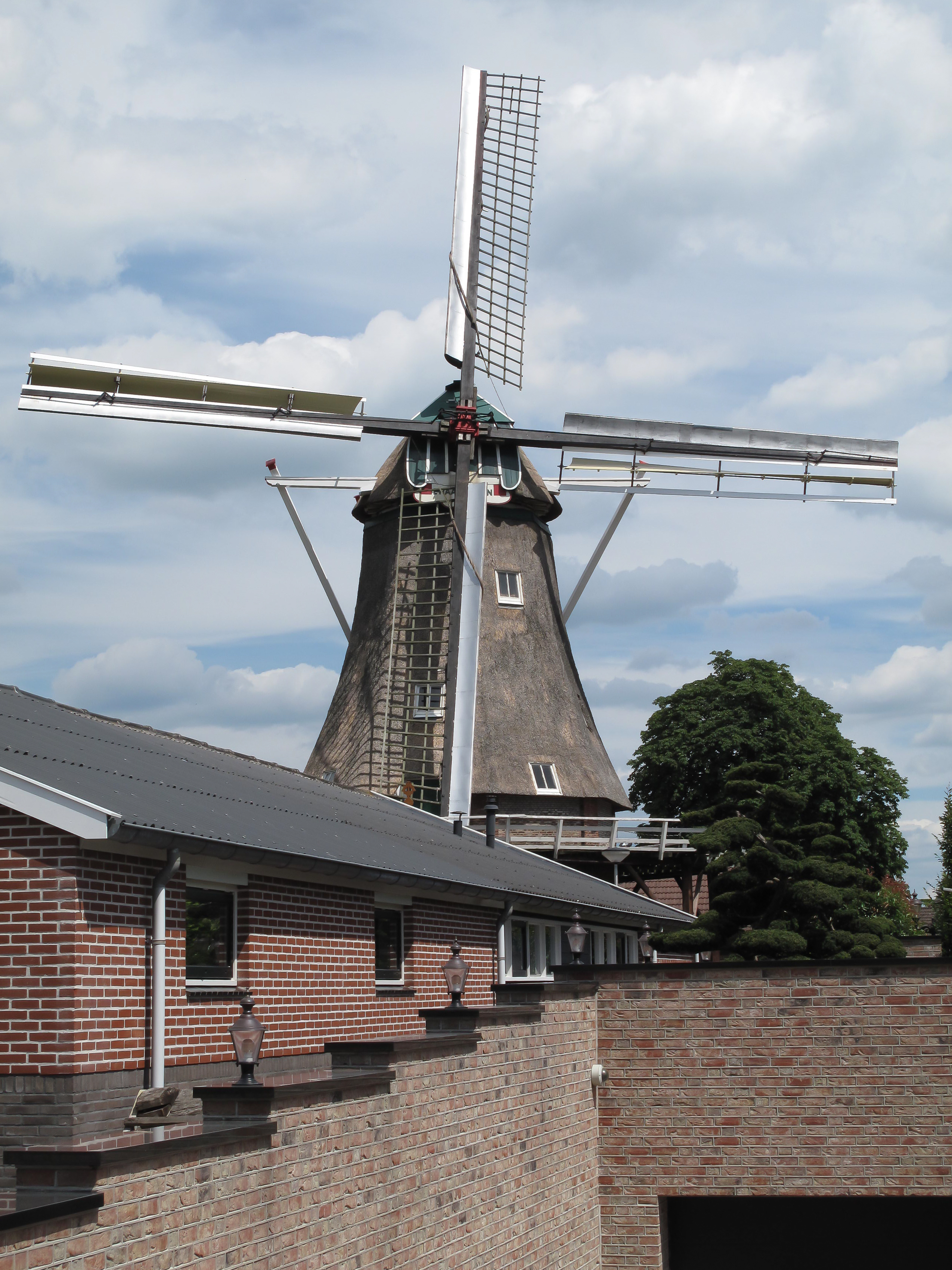
Вітряк Braakmolen